# Herman Vergels
Herman Vergels (29 mai 1887 - 23 mai 1957) fut un homme politique flamand, membre du parti catholique.
Il fut propagandiste du mouvement ouvrier chrétien (1911-19) et fondateur de divers syndicats; administrateur de la BAC (banque), président de la Christene Arbeidscentrale.
Il fut constructeur d'orgues, conseiller communal, puis bourgmestre de Dilbeek (1947). Il fut élu député de l'arrondissement de Bruxelles (1919-36 et 1939-57).

## Sources
- 1918-1940: Middenstandsbeweging en beleid in Belgie, Peter Heyman, Univ.Pers, Leuven, 1998